# Nere
El riu Nere és un riu de la Vall d'Aran afluent de la Garona, dins del municipi de Vielha e Mijaran. A la seva capçalera, delimitada pels vessants del Malh des Pois, el Cap deth Hòro i el Tuc dera Gerbosa hi ha dos petits estanys. La circulació d'aigua al curs alt és estacional quan arriba a existir, la natura calcària del terreny fa que la circulació subterrània sigui molt important i a la capçalera hi ha una presència notable de forats per on s'escola l'aigua, també són presents al lac deth Hòro. El cabal permanent comença a la surgència del uelh de Horno, punt on la vegetació substitueix l'aridesa del curs alt i la circulació superficial a la subterrània.

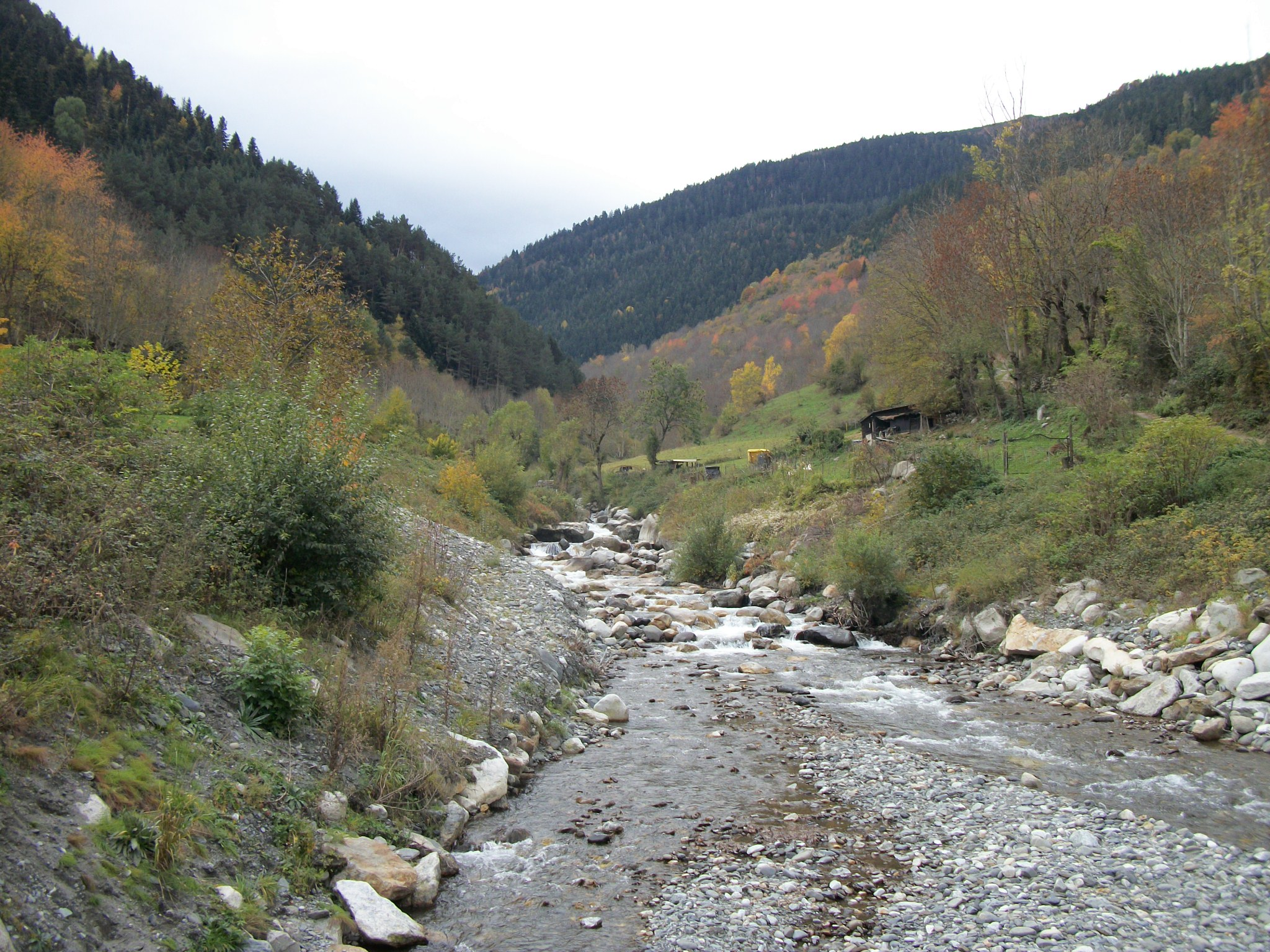
El riu Nere aigües amunt de Vielha
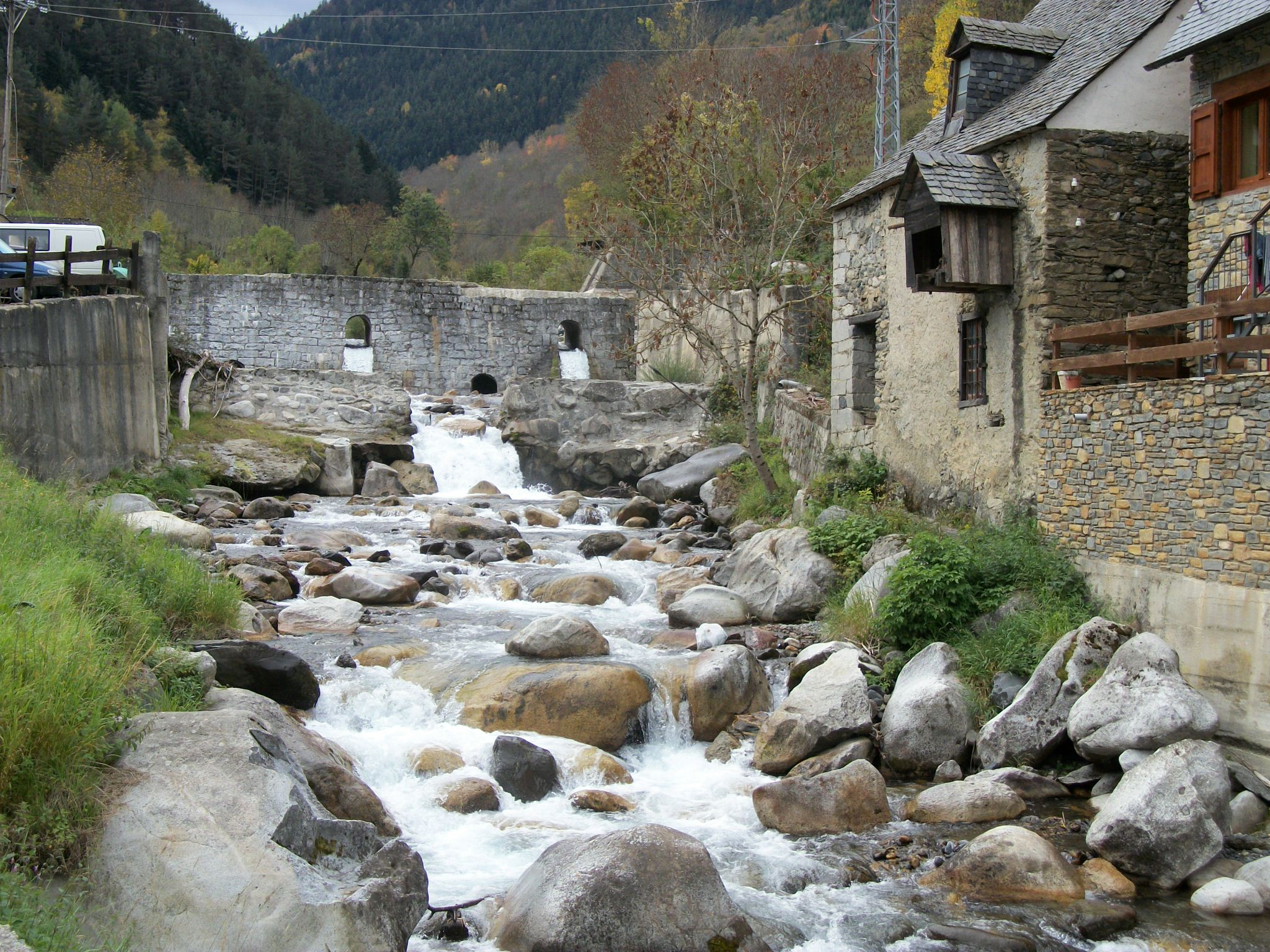
El riu Nere es desaccelera per una petita presa a la seva entrada a Vielha
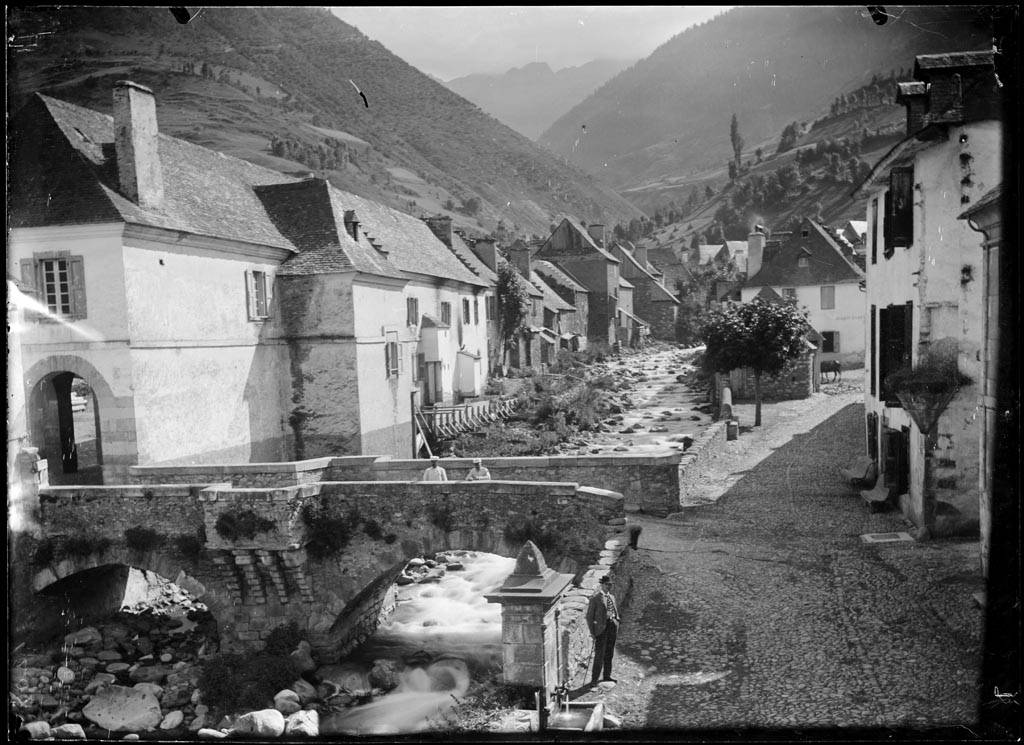
El riu Nere al seu pas per Vielha l'any 1907, presa per Juli Soler i Santaló